# Io, loro e Lara
Io, loro e Lara è un film del 2010 diretto e interpretato da Carlo Verdone.
Il film è stato dedicato al padre di Verdone, Mario, morto durante la realizzazione della pellicola.

## Trama
Carlo Mascolo, un presbitero missionario, dopo aver prestato il proprio servizio in Africa decide di tornare nella sua città natale, Roma. La scelta di ritornare in patria è dettata da una crisi di fede che sta vivendo: il rientro, pertanto, vorrebbe essere un modo per riordinarsi le idee. Purtroppo tale intento è sacrificato dalle mille difficoltà che lo investono: i suoi familiari, infatti, lo travolgono con i loro problemi, e nessuno si dimostra disposto ad ascoltarlo. Il padre è sposato con una giovane badante moldava, Olga, e i fratelli Beatrice e Luigi hanno paura che la matrigna rubi loro l'eredità. Lo stesso sacerdote sembra scettico sulla scelta paterna, soprattutto quando vede il genitore acquistare una costosissima auto alla compagna.
Quando arriva l'ambulanza a casa del padre, una notte, credono che sia per lui e, venuti a sapere che c'è un morto, sono pronti ad accusare la badante, ma scoprono a sorpresa che a morire è stata proprio lei, mentre il vedovo, disperato, rinfaccia loro di averla "uccisa" a suon di cattiverie e cattivi pensieri. Le cose non sono facilitate dall'entrata in scena di Lara, figlia della badante, che la famiglia conosce al funerale di Olga. Per un periodo, su imposizione del padre di Carlo, Lara si stabilisce nella vecchia casa di famiglia, sola con il missionario. Questi comincia ad allacciare un bel rapporto con la ragazza, ma una notte scopre casualmente, entrando nella sua camera, che Lara si esibisce seminuda in webcam.
Padre Carlo si infuria e sotto pressione dei fratelli viene convinto a spiare la ragazza per capire che vita faccia: la trova così al Colosseo dove, per guadagnare qualcosa, fa la guida turistica. Lara si accorge della presenza del prete e, inviperita, lo affronta spiegandogli che la realtà è ben lontana dalle apparenze: sta infatti disperatamente tentando di avere l'affido del proprio figlioletto, ma l'assistente sociale non è disposta a concederlo finché Lara non fornisca le necessarie garanzie. Stipulando un accordo con Carlo e i fratelli in presenza di un notaio, li costringe a organizzare un pranzo tutti insieme alla presenza dell'assistente sociale Elisa Draghi e di una collega, per indurle, dimostrando il calore in cui verrebbe accolto il bimbo, a concederle l'affido.
Il pranzo però va decisamente male: prima dell'arrivo degli ospiti arrivano tre prostitute (Hakira, Madou e Sofia) che il sacerdote aveva conosciuto in Africa, chiedendo rifugio in quanto inseguite dai loro protettori. Questi ultimi raggiungono l'appartamento e, dopo essere stati allontanati da Carlo, cominciano a sparare contro le finestre. Al tempo stesso il fratello dà costanti segni, attraverso il naso e la polvere bianca che gli rimane sulla giacca, di essere un assiduo cocainomane. Lara è in preda alla disperazione e la situazione sembrerebbe priva di speranza ma Carlo, qualche giorno dopo, si reca personalmente dall'assistente a spiegare l'origine dei vari equivoci. Lei, innamoratasi del missionario in quanto sosia del suo marito deceduto, tenta anche di sedurlo, ma lui la respinge. Facendo leva su questa molestia, Carlo riesce nel suo intento e il bambino viene affidato alla sua mamma.
Il presbitero, riconciliato con la famiglia e con la propria fede, fa ritorno in Africa insieme alle tre ragazze.

## Produzione
Le riprese del film sono iniziate il 20 aprile 2009 e concluse il 2 luglio dello stesso anno.
In un'intervista concessa dal regista al Corriere della Sera il 30 dicembre 2009, Verdone dice di aver deciso di smettere di fare film con storie poco edificanti incentrate su tradimenti coniugali: con questo film ha voluto inserire temi etici.
Il film ha incassato complessivamente 15772242 €, risultando il 9° film più visto dell'anno 2010.

## Distribuzione
Il film è uscito nelle sale cinematografiche italiane il 5 gennaio 2010.

## Critiche
Lo scrittore Vittorio Messori ha criticato il film, definendo il protagonista troppo nichilista e, pertanto, lontano dai valori cattolici che, in realtà, lo spettatore si aspetterebbe da un missionario. Carlo Verdone ha risposto affermando come padre Carlo Mascolo, nella scena finale del film, abbia un atteggiamento ottimista nei confronti del futuro.

## Riconoscimenti
- 2010 - David di Donatello
  - Candidatura per il migliore attore non protagonista a Marco Giallini
  - Candidatura Premio David Giovani a Carlo Verdone
- 2010 - Nastro d'argento
  - Migliore soggetto a Pasquale Plastino, Francesca Marciano e Carlo Verdone
  - Candidatura per la migliore commedia a Carlo Verdone
  - Candidatura per il migliore attore non protagonista a Marco Giallini
- 2010 - Globo d'oro
  - Migliore commedia a Carlo Verdone
- 2011 - Ciak d'oro
  - Candidatura per la miglior attrice in un film commedia a Laura Chiatti
  - Candidatura per la miglior attrice non protagonista a Anna Bonaiuto
- 2011 - Bastia Italian Film Festival
  - Candidatura al Gran Premio della Giuria a Carlo Verdone
- 2011 - Golden Graals
  - Candidatura per la miglior attrice in un film commedia a Laura Chiatti